# Knut Posse (1592–1664)
Knut Posse, född 7 mars 1592 på Hammarskog i Dalby socken, död 5 april 1664 på Hammarskog, var en svensk friherre och riksråd. Han var son till Jöran Knutsson Posse och Elisabeth Gabrielsdotter Oxenstierna. Han var syssling till Axel Oxenstierna.

## Bakgrund
Knut Posse tillhörde adelssläkten Posse och var stamfar till den friherrliga grenen Posse af Hedensund (nr. 25) som slocknade med sonsonen Lennarts bortgång 1689.
Knut Posses tidiga levnad präglades av föräldralöshet. Modern dog då han var två år gammal. Fadern, som bland annat deltog i strider på Sigismunds sida, var sällan närvarande och satt dessutom fängslad mellan 1598 och 1603 efter att ha blivit förklarad landsförrädare. Knut och brodern omhändertogs under de tidiga åren av damer inom kungahuset. Efter faderns flykt till Polen fördes sönerna dit 1604, där de också växte upp.

## Familj
Knut Posse gifte sig i Polen, 26 år gammal, den 14 november 1618 med en dotterdotter till en av faderns emigrantkamrater, Torsten Lennartsson som var gift med faderns kusin Märta Posse. Han gifte sig alltså med sin syssling Ingeborg Torstensdotter. Torsten Lennartsson stred, precis som Posses far, på Sigismunds sida och blev som resultat av detta också immigrant i Polen.
Knut Posse och hans fru fick tre söner och tre döttrar, varav en son och en dotter nådde vuxen ålder. 
Barn
1. Anna Maria (1621–1672) (anmoder till Max von Sydow, spinnsidan)
2. Gustaf (1626–1676)

## Karriär i Polen
Posse besatt ansvarsfulla poster i Sigismunds tjänst, till exempel förde han 1623 och 1624 befälet över Sigismunds flotta. 
Under Posses sista år i Polen avvek han från sin tidigare hållning, att inte direkt tjänstgöra under Sigismund, som någon sorts befälhavare på ett av Sigismunds fartyg. Polska flottan var helt ny och Posse bidrog aldrig med något betydelsefullt. Han ansåg sig sannolikt balanserande på gränsen för det otillbörliga, med tanke på sin önskan att återvända till Sverige. Det blev i stället hans bror Gabriel Posse som fick göra en betydande insats i uppbyggande av Polens flotta.
Posse avslöjade under lång tid en längtan att få återvända till Sverige men det var inte lätt då den, till Polen emigrerade, adeln betraktades som förrädare. Jan avsvor, under sina försök att få återvända till Sverige, sig alla kontakter med Sigismund. Till slut blev det Axel Oxenstierna, syssling till honom, som utverkade lejd till Sverige hos Gustav II Adolf 1618, detta två år efter fadrens bortgång. I utbyte fick förmodligen Posse förmedla kunskaper om förhållanden vid det polska kungahuset. Det skulle dock ta ytterligare några år innan Posse skulle återvända. Skälen till detta är oklara men ett av skälen torde vara att han bildade familj.
Kort före jul 1624 utfärdade Gustav II Adolf frilejdsbrevet för Posse och året därpå beslöt kungen att beslagtagna släktgods skulle återlämnas eller lämnas ersättning för. Det var framför alla godset Hammarskog i Uppland men också godset Hellekis i Västergötland som stannade i släkten fram till 1818. Han bildade också Sickelsjö säteri, söder om Arboga.
Posse återvände då till Sverige år 1625, 34 år gammal. Hans beskyddare blev släktingen Axel Oxenstierna och med dennes beskydd gav honom stora framgångar i Sverige.

## Karriär i Sverige
Knut Posse blev 1633 ståthållare i Södermanland, utsedd av Förmyndarstyrelsen, 1634 landshövding i Östergötlands län, 1635 drottning Maria Eleonoras hovråd och 1637 landshövding i Södermanlands län. Han utsågs 1641 till riksråd,  1645 överståthållare i Stockholm och 1645 lagman i Norrfinne lagsaga. Han blev 1650 assessor i Svea hovrätt, 1651 president i Göta hovrätt.
Han fick 1651 värdighet som friherre och skrev sig till Hedesunda i Gästrikland och erhöll 1653 friherreskap till Arnäs i Ångermanland och Medelpad. 
1655 kallade Karl X Gustav honom till Reduktionskollegium vid bildandet av detta. 
1662 tog Knut Posse avsked från samtliga tjänster.